# Kangertertivarmiit Kangertivat

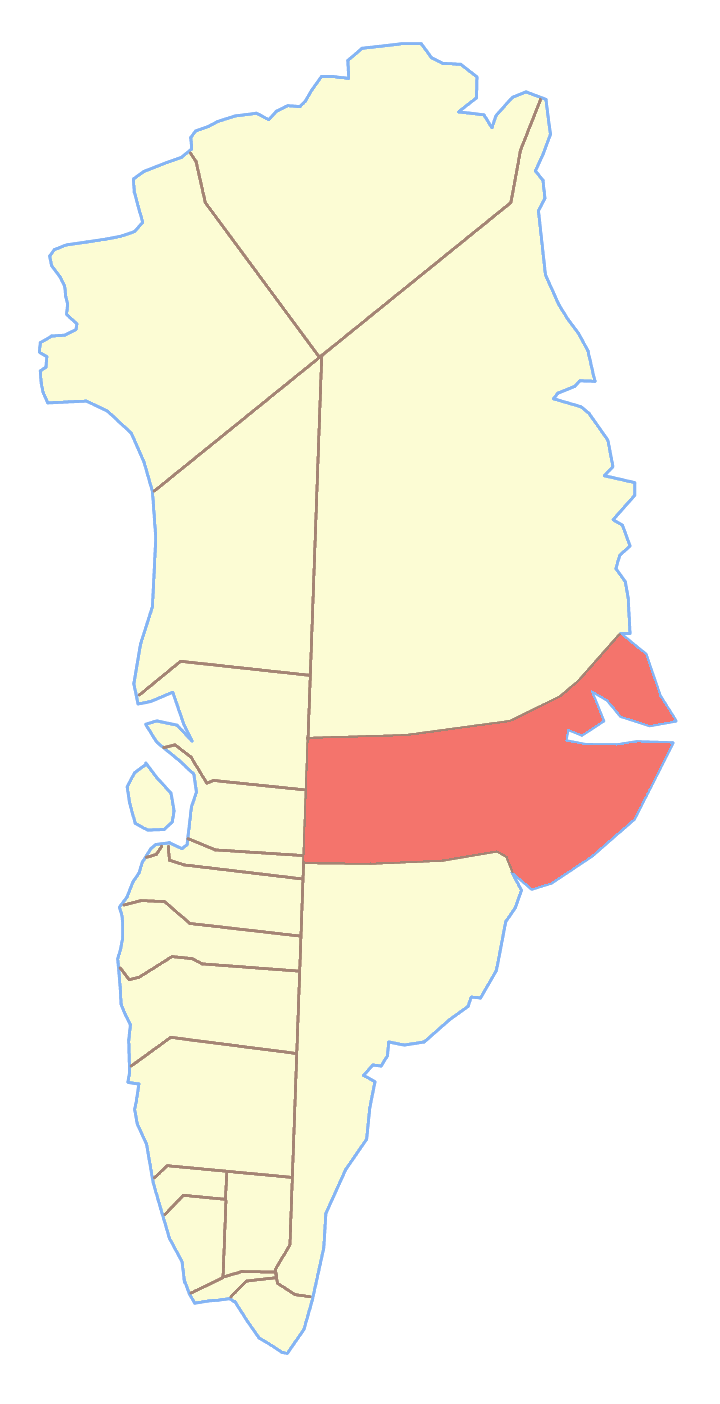
Ex comune di Ittoqqortoormiit, dove si trovava il Kangertertivarmiit Kangertivat

Il Kangertertivarmiit Kangertivat (o Kangertertivarmît Kangertivat, danese Nordvestfjord) è un fiordo della Groenlandia di 155 km. Si trova a 71°40'N 27°17'O; è situato tra il comune di Sermersooq e il Parco nazionale della Groenlandia nordorientale.